# Joseba Sarrionandia
Joseba Sarrionandia Uribelarrea "Sarri" (ur. 13 kwietnia 1958 w Iurreta, prowincja Vizcaya) – baskijski filolog, poeta i pisarz. 

## Życiorys
Wydał wiele tomików poezji, a także powieści i nowele. Odsiadywał wyrok za przynależność do zorganizowanej grupy uzbrojonej (był członkiem ETA). W 1985 r. uciekł z więzienia, od tamtego czasu jego miejsce pobytu jest nieznane, pisze w ukryciu.

## Dzieła
- Izuen gordelekuetan barrena (1981)
- Narrazioak (1983)
- Intxaur azal baten barruan. Eguberri amarauna (1983)
- Alkohola poemak (1984)
- Ni ez naiz hemengoa (1985)
- Atabala eta euria (1986)
- Marinel zaharrak (1987)
- Marginalia (1988)
- Ez gara gure baitakoak (1989)
- Izeba Mariasunen ipuinak (1989)
- Ainhoari gutunak (1990)
- Ifar aldeko orduak (1990)
- Gartzelako poemak (1992)
- Han izanik hona naiz (1992)
- Hnuy illa nyha majah yahoo (1995)
- Miopeak, bizikletak eta beste langabetu batzuk (1995)
- Hitzen ondoeza (1997)
- Hau da nire ondasun guzia (1999)
- Zitroi ur komikiak: Joseba Sarrionandia komikitan (2000)
- Lagun izoztua (2001)
- XX. mendeko poesia kaierak: Joseba Sarrionandia (2002)
- Kolosala izango da (2003)
- Akordatzen (2004)
- Harrapatutako txorien hegalak (2005)
- Munduko zazpi herrialdetako ipuinak (2008)
- Gau ilunekoak (2008)
- Idazlea zeu zara, irakurtzen duzulako (2010)
- Moroak gara behelaino artean? (2010)
- Narrazio guztiak (1979-1990) (2011)
- Durangoko Azoka 1965-2015 (2015)
- Lapur banden etika ala politika (2015)
- Hilda dago poesia? ¿La poesía está muerta? (2016)